# Конституція РСФРР
Конституція РСФРР — перша радянська конституція, Основний Закон Російської Соціалістичної Федеративної Радянської Республіки. Ухвалена 5-м Всеросійським з'їздом рад 10 червня 1918. Відіграла важливу роль у становленні українського радянського конституціонізму, оскільки більшість її норм було відтворено у Конституції УСРР 1919. У 1-му розділі Конституції, яким стала Декларація прав трудящого та експлуатованого народу 1918 (гл. 1–4, ст. 1–8), Росія проголошувалася республікою рад, федерацією радянських національних республік, яка ставить за мету знищення експлуатації, придушення експлуататорів і перемогу соціалізму в усьому світі. Приватна власність на землю скасовувалася. Ліси, надра, води та основні засоби виробництва проголошувалися національним надбанням, промислові і транспортні підприємства передавалися під робітничий контроль, позики царського уряду анульовувалися, банки націоналізовувалися, вводилася загальна трудова повинність, декретувалося озброєння трудящих, скасовувалися всі таємні міжнародні угоди.
Другий розділ (гл. 5, ст. 9–23) встановлював у країні диктатуру міського і сільського пролетаріату (див. Диктатура пролетаріату), декларував свободи віросповідання, антирелігійної пропаганди, друку, зборів, союзів, право на безплатну освіту, встановлював обов'язки працювати та відбувати загальну військову повинність, а також права іноземців. (Цей розділ майже повністю був відтворений у ст. 1–5, 22–31 Конституції УСРР 1919.)
Третій розділ (гл. 6–12, ст. 24–63) регулював питання радянської влади в Росії. Вищою владою проголошувався Всеросійський з'їзд рад, який мав скликатися двічі на рік із представників міських (1 депутат на 26 тис. виборців) та губернських (1 депутат на 25 тис.) рад. З'їзд обирав Всеросійський ЦВК у кількості до 200 осіб, який між з'їздами вважався вищою владою і вищим законодавчим, розпорядчим та контрольним органом РСФРР. До виключної компетенції з'їзду конституція зараховувала лише "встановлення, доповнення і зміни головних начал радянської конституції", ратифікацію мирних договорів та зносини з іноземними державами, оголошення війни й ухвалення миру. Всі інші питання державного життя (загальне керівництво внутрішньою і зовнішньою політикою, кордони, розмежування компетенції рад, адміністративний поділ, грошова система, позички, податки, призначення народних комісарів, громадянство, амністія тощо) належали до спільної компетенції Всеросійських з'їздів рад та Всеросійського ЦВК. РНК із 17 осіб визначалася як орган загальногоуправління справами РСФРР.
Конституція РСФРР 1918 перестала відповідати реальним політичним умовам з підписанням у грудні 1922 Договору про утворення СРСР, а формально втратила чинність після ухвалення в травні 1925 12-м Всеросійським з'їздом рад нової конституції РСФРР.